# Cuestión de los potreros de cordillera

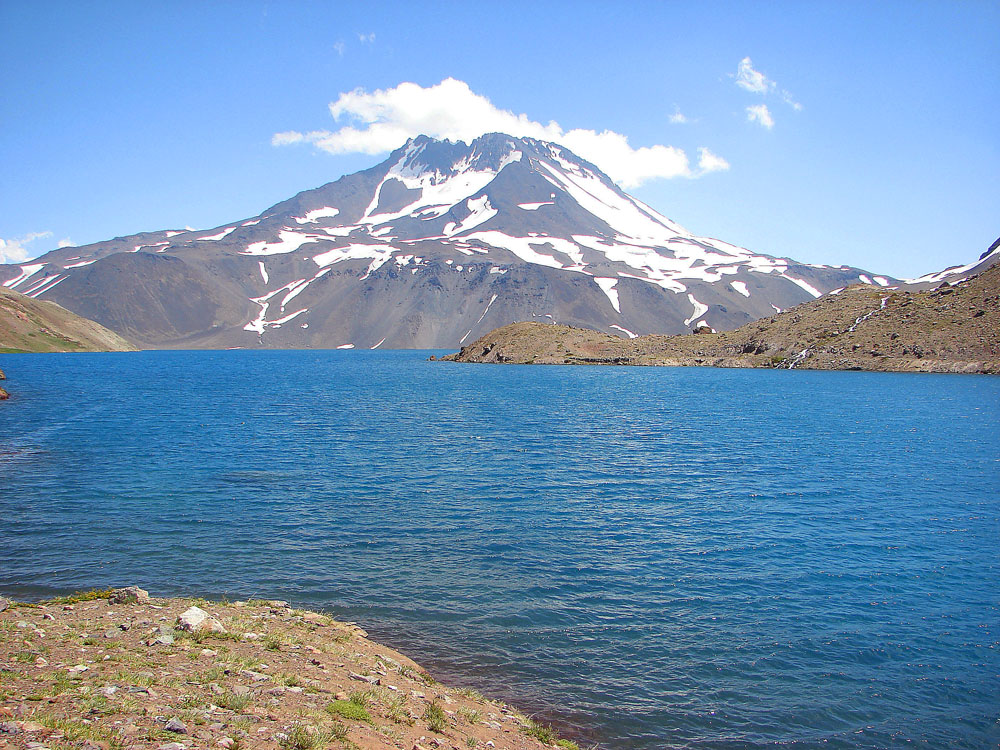
Lago Teno o Planchon, en la zona cordillerana del Maule, Chile

La cuestión de los potreros de cordillera fue una disputa territorial y diplomática entre Chile y Argentina en el siglo XIX en la cual ocurre un incidente en marzo de 1845 involucrando al ganadero chileno Manuel Jirón de la provincia de Maule y autoridades argentinas de la provincia de Mendoza en la zona de la cordillera de los Andes.

## Historia
En el contexto de las tensiones entre el bando unitario y federal en la política rioplatense, la presencia de exiliados de este país en Chile, y el corte del tráfico comercial con Mendoza ordenado el 13 de abril de 1842 por parte el presidente chileno Manuel Bulnes, y el enojo del gobernador mendocino José Félix Aldao (del bando federal de Juan Manuel de Rosas), se produce en marzo de 1845, un tenso acontecimiento en que el ganadero chileno residente en Talca, Manuel Jirón, es abordado por una pandilla de diez o doce cuatreros argentinos provenientes desde Cuyo en su hacienda. Estos solicitaron un pago de dinero en nombre de la Gobernación de Mendoza. Estos le solicitaron el pago debido a los pastoreos de reses que Jirón realizaba en los potreros de El Yeso, Los Ángeles, Valenzuela y Montañés.
Jirón paga el monto ante la amenaza de estos de despojarle sus animales, lo que después constató ante las autoridades chilenas, esperando la indemnización del dinero. El incidente fue conocido como la "cuestión de los potreros de cordillera".
El territorio donde ocurrió esto se encuentra al sur del río Diamante en la zona cordillerana de Talca, por lo que el territorio era entendido por Jirón como parte de la jurisdicción chilena.
La Intendencia de Talca estuvo a cargo de amparar a los ganaderos de la zona, y la investigación del caso arrojó que los agresores provinieron del fuerte San Rafael de Mendoza.
El Gobierno de Chile mandó una nota de protesta al de Argentina diciendo:

De la averiguación que por orden de este Gobierno se ha efectuado resulta que los potreros están situados en el territorio chileno, sin que hasta el presente se haya suscitado duda alguna sobre este punto, tanto por la situación de los lugares, como por la posesión inmemorial de ciudadanos chilenos, por el reconocimiento de los indios limítrofes, por la historia, la tradición, y cuantos títulos puedan alegarse en favor de los derechos de soberanía y propiedad. No sólo, pues, se ha cometido en este hecho un acto ilegal de fuerza y depredación contra ciudadanos chilenos, sino un atentado contra la soberanía de esta República y una ultrajante violación de su territorio
7 de abril de 1845, Ministro Manuel Montt

Ante lo cual Argentina no protestó.
El 4 de diciembre de 1846 se creó una comisión técnica en Buenos Aires, compuesta por Carmen José Domínguez y el teniente Nicolás Villanueva, la cual publica el 27 de abril de 1847 en la cual argumentan los territorios donde se produjo el incidente como argentinos, aunque no especificando si pertenecían o no a la provincia de Cuyo, pues se encontraban al sur del río Diamante:

Las cordilleras de las Llaretas y Planchón que van designadas con el plano adjunto, son una prolongación de las anteriores, y los valles Valenzuela, Montañés, Yeso y Los Ángeles, que están en la misma situación que el de Tunuyán, no pueden por manera alguna considerarse parte integrante del territorio chileno
27 de abril de 1847, Comisión técnica, Buenos Aires

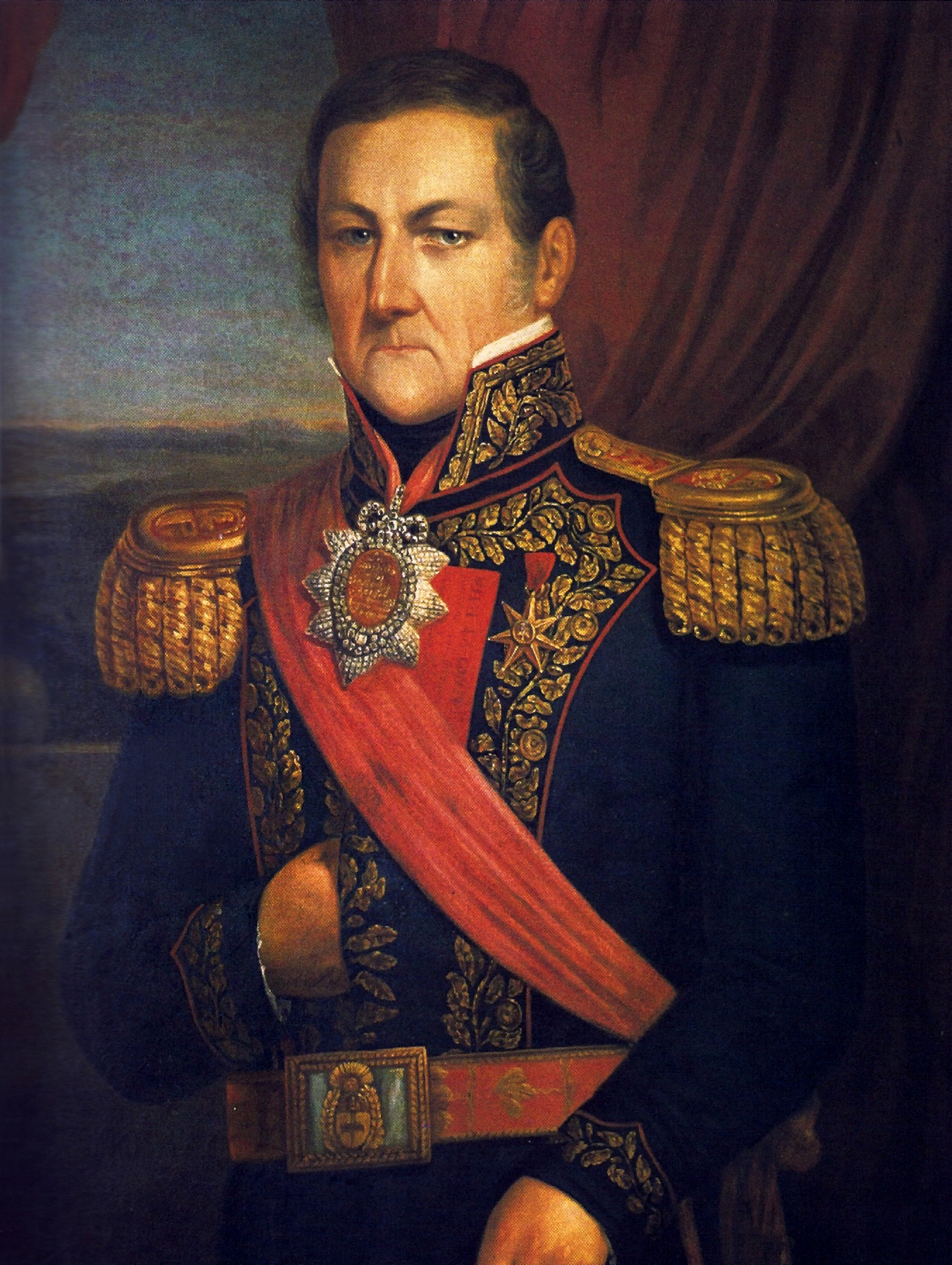
El presidente argentino, Juan Manuel de Rosas.

El presidente argentino, Juan Manuel de Rosas, mandó a funcionarios a cobrar impuesto a los ganaderos de Talca en la zona en cuestión en 1847 y 1848. Para entonces ya había resuelto incorporar a su país el territorio al sur del río Diamante hasta el río Negro, el cual conocía en su mayoría tras sus expediciones de 1833.
Tras el tratado de 1881 el límite dividió la zona en disputa con los parajes de Valle Hermoso, Las Leñas y el sector oriental de Paso Potrerillos para Argentina, y los terrenos cercanos a Curicó de Potrero Grande, Potrero Chico, El Planchón, lagunas de Teno, los de la cuenca del río Maule, como la laguna y el río de la Invernada, y el sector de El Colorado para Chile.